# Новочеркаск (голям десантен кораб, 1987)
 Тази статия е за големия десантен кораб от руския Черноморски флот.  За града, разположен в Ростовска област на Русия, вижте Новочеркаск.  
Новочерка̀ск (на руски: Новочеркасск), до 7 април 2002 година – БДК-46, е голям десантен кораб от проекта 775 (775/II). На въоръжение в Черноморския флот на Русия. Построен е в Полша от корабостроителницата „Сточня Полноцна Бохатерув Вестерпляте“ в Гданск под заводския номер 775/24. Първоначално има бордов номер 108, а от 1 май 1989 г. му е присвоен бордовия номер 142. Изведен от строя с тежки повреди или възможно напълно унищожен през декември 2023 година в хода на войната на Русия срещу Украйна.

## Служба
Влиза в строя на Черноморския флот на 30 ноември 1987 г.
През есента на 1988 г. след края на отработването на задачите по въвеждането на кораба в състава на ВМФ и междуфлотския преход по маршрута Балтийск-Севастопол и завръщането му в базата на постоянно базиране при езерото Донузлав под командването на командира на кораба Хворостухин А.Р. взема участие в ученията „Есен-88“ с успешно изпълняване на задачите по захождане и стоварване на морски десант в река Дунав на значително разстояние от морското крайбрежие.
До 1990 г. участва във военни учения с различен мащаб.
От 1990 до 1998 г. се намира в състава на корабите които са в консервация.
През февруари 1998 г. БДК е въведен в състава на силите на 30 дивизия надводни кораби на Черноморския флот, но както и преди си остава в консервация.
По инициатива на администрацията на град Новочеркаск – шеф на кораба – на основание заповедта на Главнокомандващия ВМФ на Русия от 7 април 2002 г. големия десантен кораб получава наименованието „Новочеркаск“.
В началото на 2007 г. БДК „Новочеркаск“ е изваден от консервацията и е въведен в състава на действащите сили на Черноморския флот.
От 7 август до 15 ноември 2009 г. кораба взема участие в ученията „Запад-2009“, извършвайки в състава на съединение кораби на Черноморския флот преход по маршрута Севастопол-Балтийск-Севастопол.
През август 2012 г. участва в активацията на Черноморската военноморска група за оперативно взаимодействие „Блексийфор“.
През септември 2013 г. изпълнява задачи според плановете на оперативното командване в Средиземно море.
БДК „Новочеркаск“ влиза в състава на 197 бригада десантни кораби на Черноморския Флот.
На 26 декември 2023 при атака на украинските ВВС над военноморска база „Феодосия“, на окупирания полуостров Крим „Новочеркаск“ е унищожен според украински източници. Руските военни признават за „повреди“ по кораба. Впоследствие независими руски медии съобщават, че от 77 души екипаж, които са били на борда, ранени са най-малко 19, а 33-ма са в неизвестност, като корабът е „напълно изгорял и потънал“, за което може да е допринесло и взривяването на предполагаеми пренасяни от кораба боеприпаси от Иран.

## Командири на кораба
По различно време корабът се командва от (по азбучен ред):
- капитан 2 ранг Владимир Болсун,
- капитан 2 ранг Сергей Звягин,
- капитан 2 ранг Роман Котляров.
- капитан 3 ранг Хворостухин, Аркадий Ремович (първи командир)